# Áreas protegidas de Mozambique

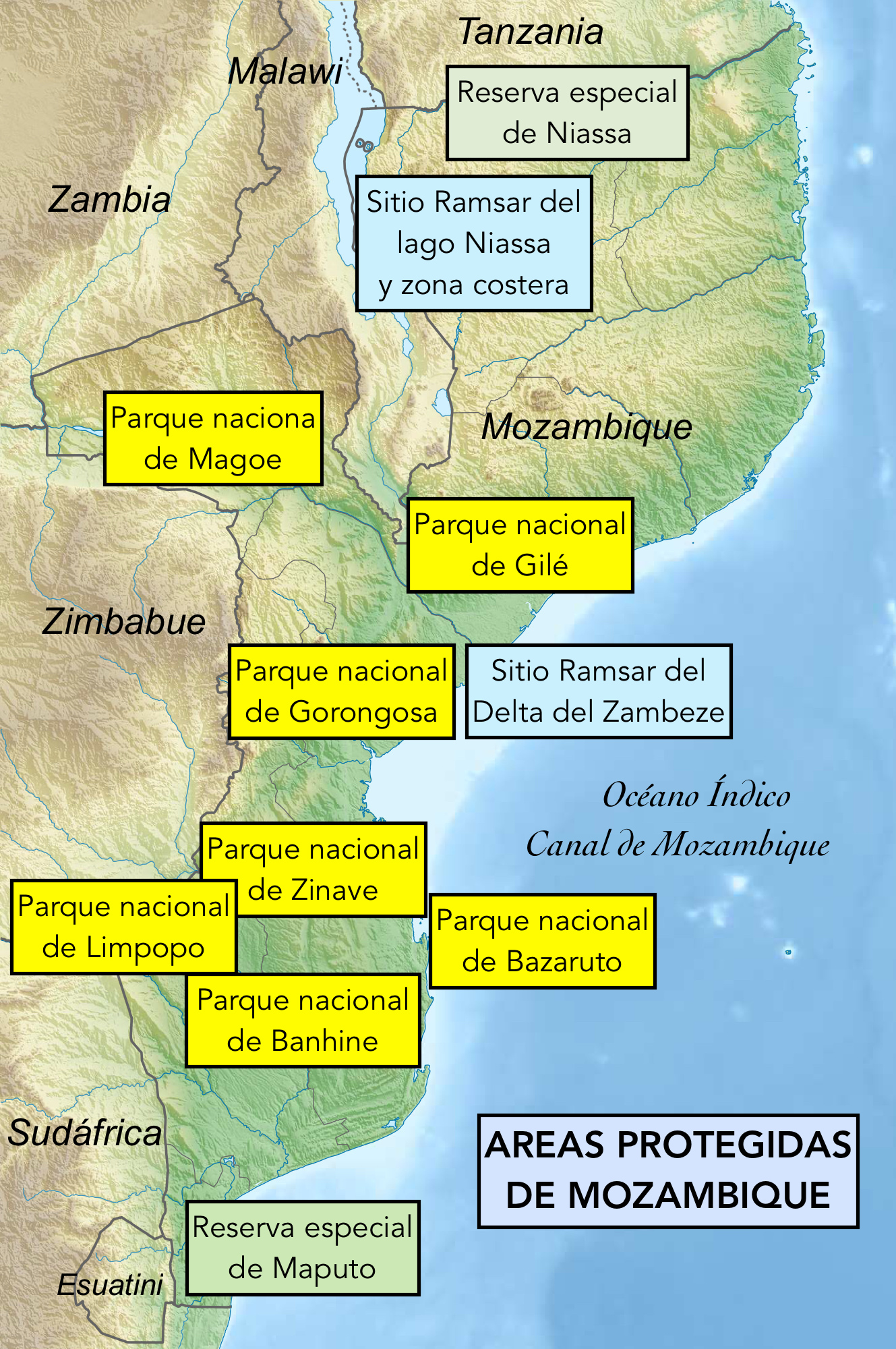
Áreas protegidas de Mozambique

Según la IUCN, enn Mozambique había, en 2023, 58 áreas protegidas que cubrían 233.249 km², el 29,4 % del territorio (791.082 km²), y 12.326 km² de áreas marinas, el 2,1 % de la superficie que corresponde al país, de 574.410 km². De estas, 7 son parques nacionales, 14 son reservas forestales, 4 son reservas nacionales, 1 es una reserva especial, 1 es un santuario, 2 son un áreas medioambientales protegidas, 20 son reservas de caza, 1 es un parque ecológico, 3 son áreas de conservación comunitaria y 3 son áreas o zonas colchón. También hay 2 sitios Ramsar.

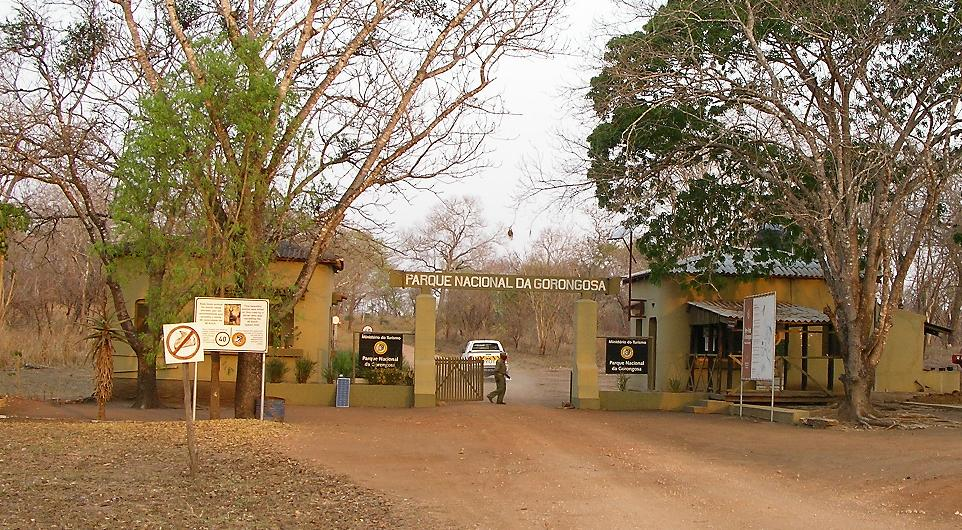
Entrada al parque nacional de Gorongosa

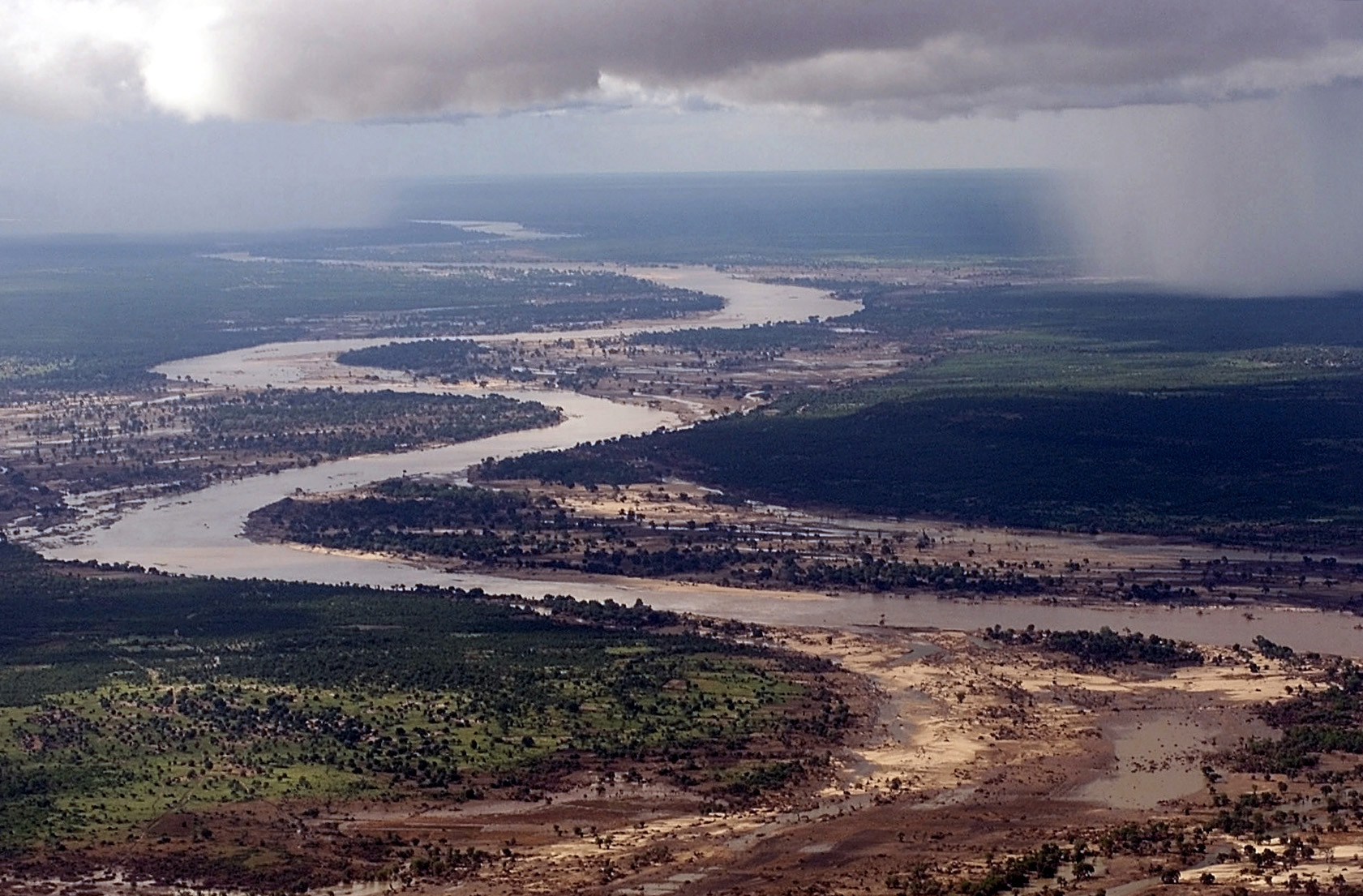
Parque nacional de Limpopo, con el río Limpopo en el centro

El número de especies en las áreas protegidas se eleva a 4271 animales terrestres y unas 6000 plantas, en un país con una población estimada en 2025 de 35.145.000 habitantes, con un índice de crecimiento de entre el 2,7 y el 2,9 por ciento, una fertilidad de 4,6 hijos opor mujer y una previsión de superar los 63 millones de habitantes en 2050, con una esperanza de vida en 2025 de 64 años.

## Parques nacionales
Los parques nacionales ocupan una superficie en torno a 40.000 km². Por otro lado, las reservas nacionales donde viven grandes animales y que no tienen el mismo estatus de protección y atención turística ocupan más de 55.000 km². Destacan dos grandes zonas geográficas protegidas, a ambos extremos del país, la Reserva Nacional de Niassa, al norte, y el proyecto de Parque transfronterizo del Gran Limpopo con casi 50.000 km², al sur.
- Parque nacional de Banhine, 1973, en Gaza, cuenca del río Limpopo, 7.250 km², semiárido, humedal, búfalos, cebras, ñus azules, alcéfalos, etc. Está previsto añadirlo al Parque transfronterizo del Gran Limpopo.[2]
- Parque nacional de Bazaruto, en Inhambane, 1971, 1.463 km², archipiélago coralino de seis islas de Bazaruto: Bazaruto, Benguerra, Margaruque, Santa Carolina (Paradise Island), Banque y Pansy Shell; aves, coral.
- Parque nacional de Gorongosa, en Sofala, 1960, 5.370 km², en el Gran Valle del Rift, centro del país, monte Gorongosa, granito, 1.863 m de altitud, bosque montano húmedo, gargantas, llanura de miombo, pradera; reintroducción de especies después de la guerra.[3]
- Parque nacional de Limpopo, 11.233 km², al sur, forma parte del proyecto de Parque transfronterizo del Gran Limpopo, que agrupa el Parque Nacional Kruger de Sudáfrica y el Parque Nacional Gonarezhou de Zimbabue y contará con 35.000 km²; sabana arbolada de mopane del Zambeze; grandes mamíferos trasladados desde Krüger a partir de 2004.[4]
- Parque nacional de Magoe, en la provincia de Tete, al oeste, orilla sur del embalse de Cahora Bassa, 3.558 km², hipopótamo, leopardo, león, etc.[5]
- Parque nacional de Quirimbas, Cabo Delgado, 2002, 7.506 km², archipiélago de las islas Quirimbas, en el nordeste, bosque costero, manglares y coral.[6]
- Parque nacional de Zinave, Inhambane, 1973, 4.000 km², en el sur, está previsto añadirlo al Parque transfronterizo del Gran Limpopo.[7]

## Parques transfronterizos

Proyecto del Parque transfronterizo del Gran Limpopo, con más de 35.000 km²

- El Parque transfronterizo del Gran Limpopo engloba tres parques nacionales de Mozambique (Limpopo, Banhine y Zinave), el parque nacional Kruger, de Sudáfrica, el parque nacional de Gonarezhou, de Zimbabue, la Reserva de elefantes de Maputo, en Mozambique, y varias áreas protegidas que sirven de enlace entre los parques que no están conectados entre sí, como Sengwe, que une Gonarezhou con Kruger, el triángulo Pafuri de Makulele[8] un área de 240 km² al norte de Kruger, en el río Limpopo y la Malipati Safari Area, al sudeste de Gonarezhou.[9]

- Por su parte, sigue en proceso de formación el Área de conservación transfonteriza Niassa-Selou, con la unión de la Reserva Nacional de Niassa, de 42.000 km², al norte del país, y la Reserva de caza Selous, en Tanzania, que tiene unos 50.000 km², unidas por el Corredor de Vida Salvaje Selous-Niassa. Entre ambas, darían lugar a una reserva de más de cien mil kilómetros cuadrados, la más grande del mundo. Desgraciadamente, la caza furtiva pone en peligro la existencia de la mayor población del mundo de elefantes, muchos de los cuales circulan entre Mozambique y Tanzania.[10]

## Sitios Ramsar

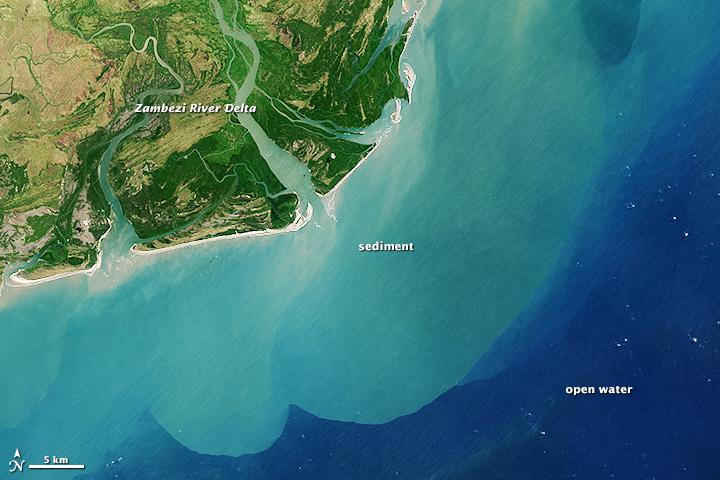
Delta del río Zambeze en Mozambique

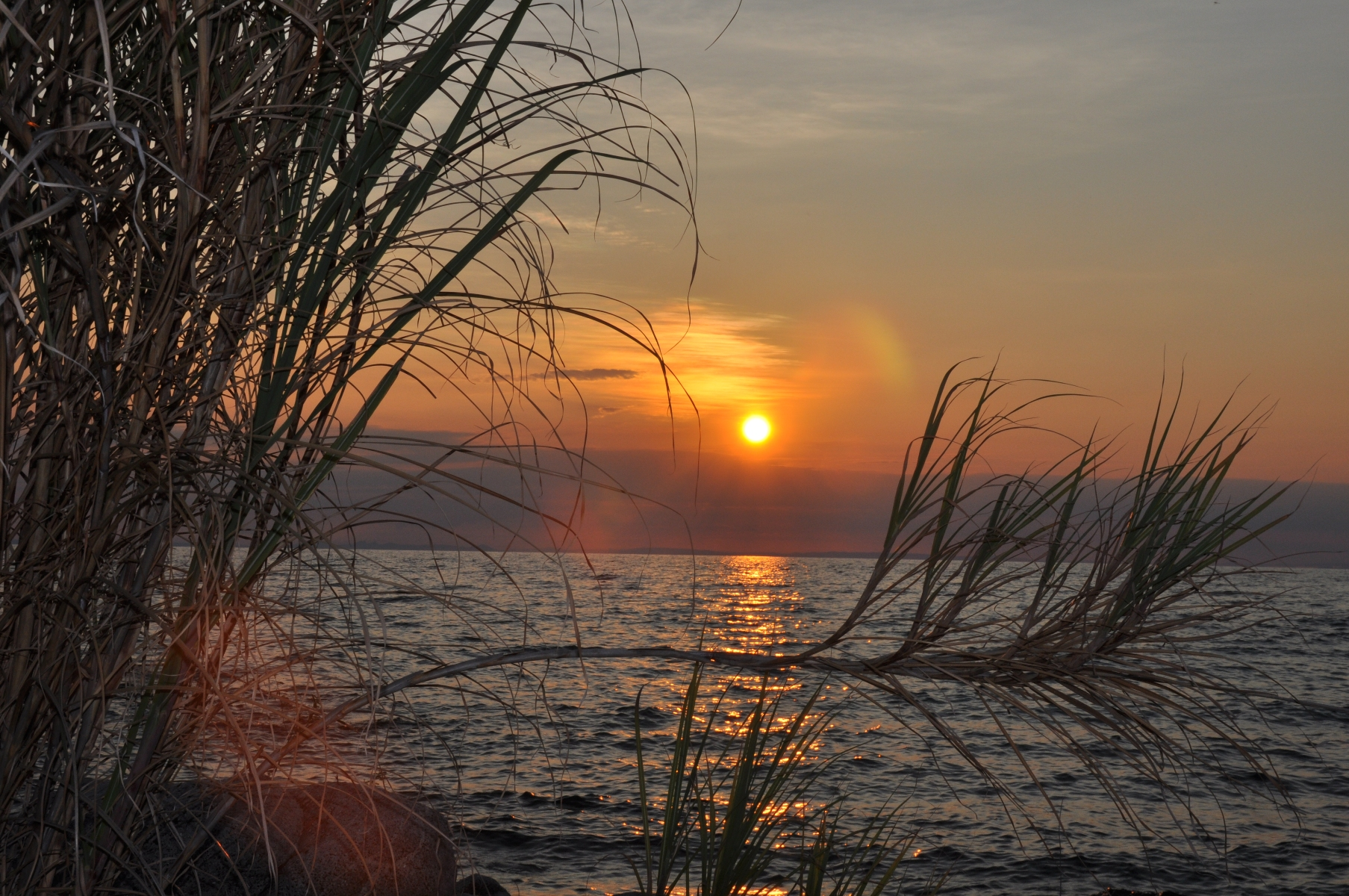
Reserva natural del lago Niassa en Mozambique, que es también sitio Ramsar.

- Delta del Zambeze, 31.711,7 km², 17°59′S 36°00′E. Una amplia llanura aluvial en la desembocadura del río Zambeze con un vasto mosaico de sabana tropical con palmeras, zonas de densos matorrales y árboles, pantanos de aguas profundas y algunos de los manglares más extensos de la costa de África oriental. Posee una de las poblaciones más significativas de grandes mamíferos, entre ellos el búfalo africano, elefantes, hipopótamos, leones y leopardos,  una gran concentración de aves acuáticas, entre ellas, pelícano rosado, pelícano común, garzas, garcetas, flamencos, águila pescadora africana, cigüeñas, pagaza piquirroja, grulla carunculada y grulla coronada cuelligrís. En la zona se han encontrado delfines del género Sousa y Tursiops, además de una diversidad de peces de agua dulce y mariscos. La mayor amenaza es la construcción de presas hidroeléctricas.[11]

- Lago Niassa y orillas de lago, 13.637 km², 12°30′S 34°51′E. La tercera parte del lago Niassa, ya que las otras dos terceras partes pertenecen a Malawi, donde se conoce como lago Malawi, y a Tanzania, donde se llama lago Nyasa. Es uno de los grandes lagos del valle del Rift y parte de la ecorregión del miombo. Al sur, se extienden amplias llanuras y, al norte, una serie de montañas escalonadas que hacen único el lugar. Un 90 % de las especies de peces del lago son endémicas. Alberga especies amenazadas como el leopardo, el antílope sable y elefantes, entre otros mamíferos, y las orillas del lago son zona de paso de aves migratorias entre África y Europa. La zona está amenazada por la sobreexplotación del lago, la pesca, la agricultura, el pastoreo, la caza, el comercio y la artesanía.[12]

## Reservas nacionales

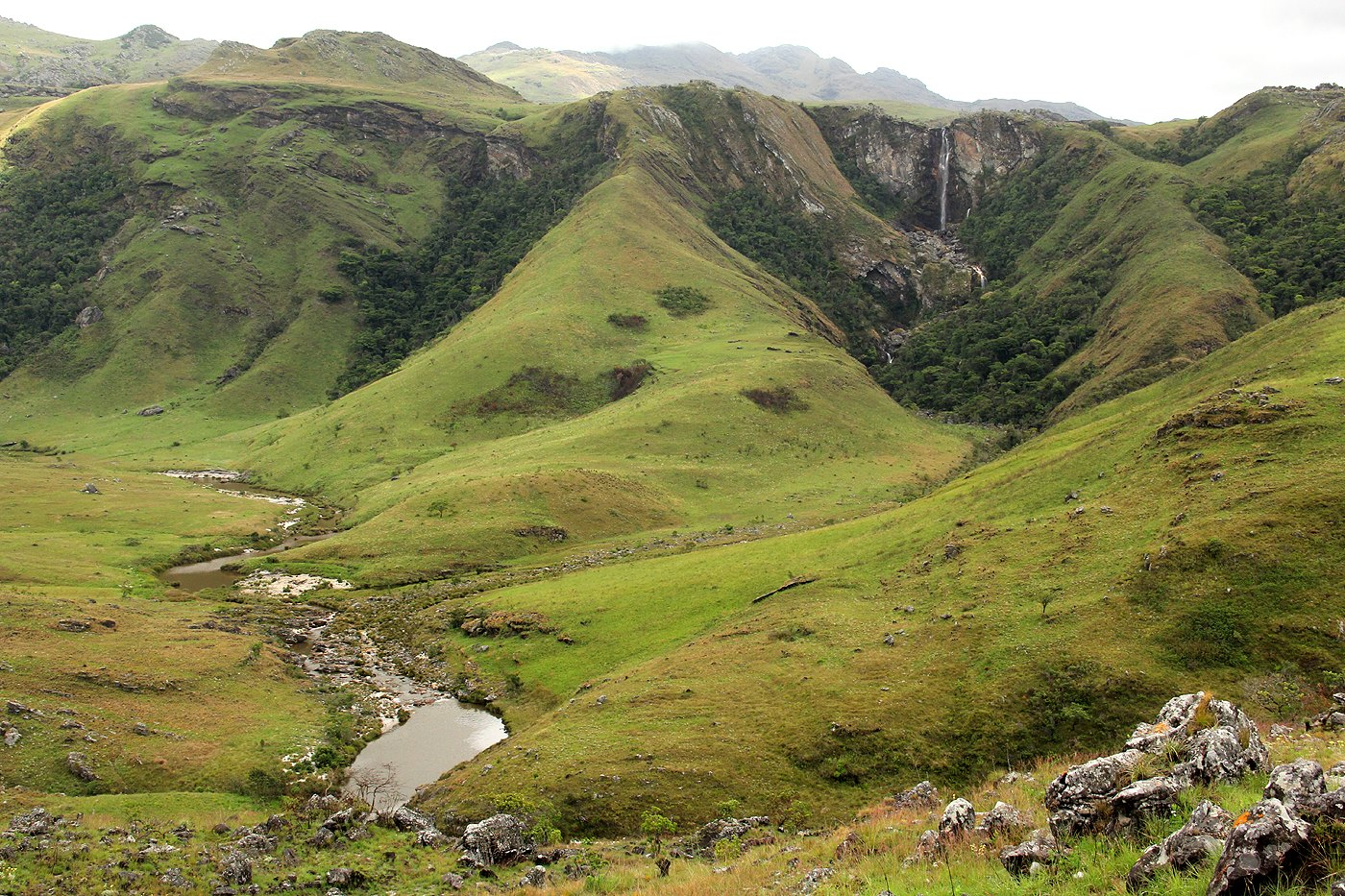
Cascada de Tucker en las montañas Chimanimani, en Mozambique.

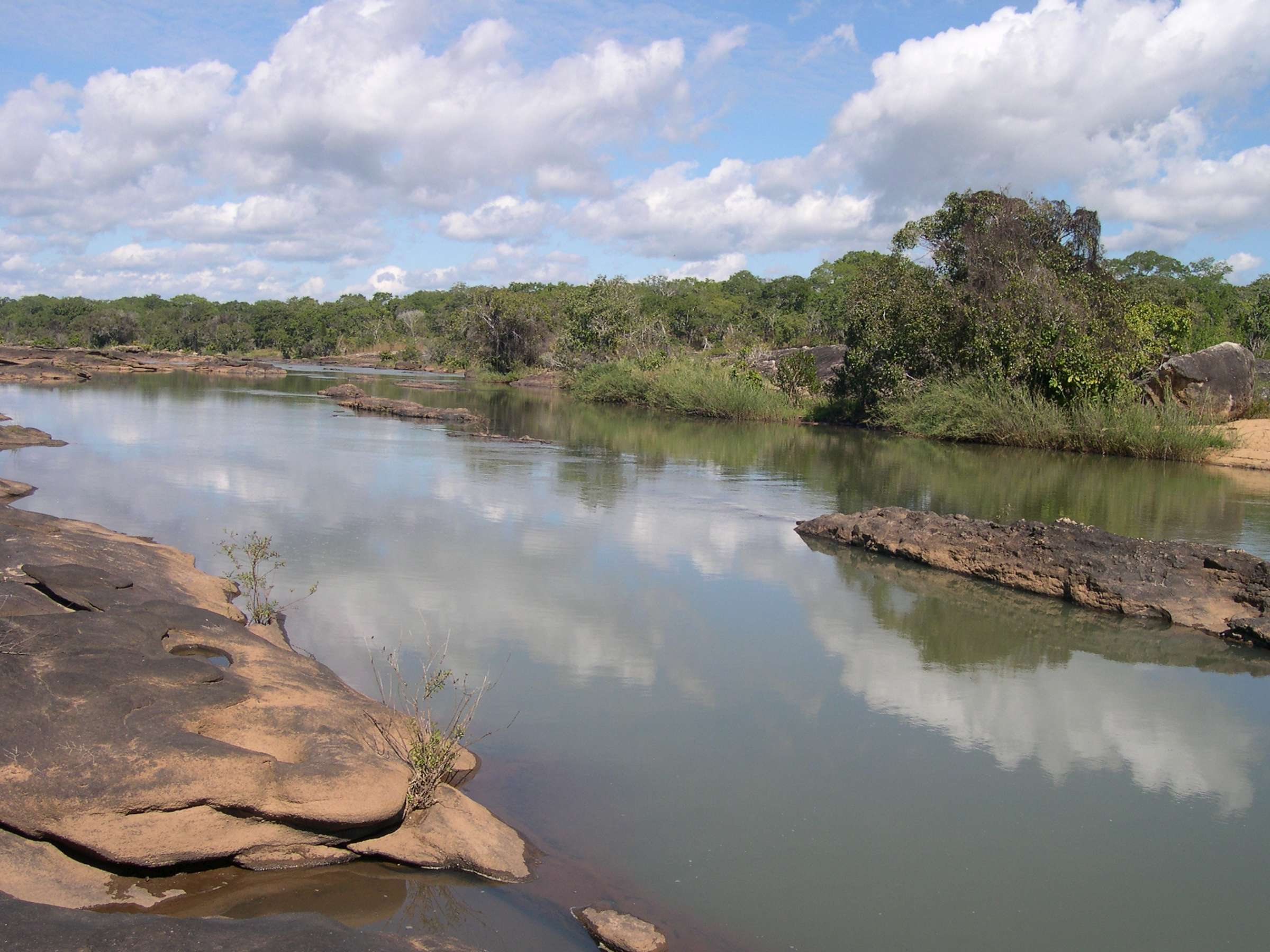
Reserva nacional de Gilé

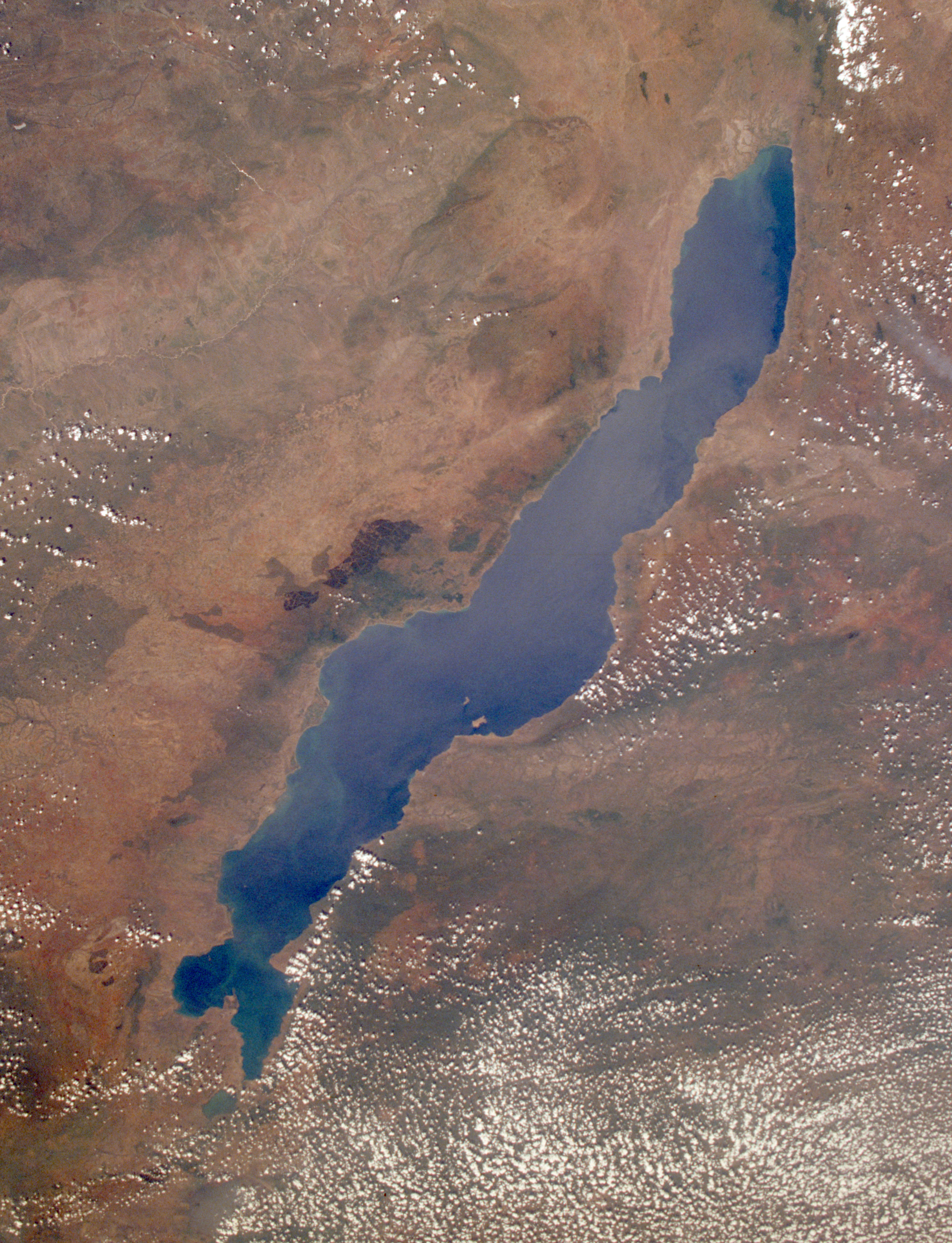
Lago Malawi o Niassa, cuya parte oriental pertenece a Mozambique

- Reserva nacional de Marromeu, 1559 km², también conocida como Reserva de búfalos de Marromeu, en el sur del delta del Zambeze, donde el río entra en el océano. Praderas y pantanos estacionales atravesados por numerosas corrientes. La época seca es de junio a octubre. Empezó siendo una de las mayores reservas de búfalos del mundo, pero han disminuido notablemente, y ahora es una importante reserva de aves acuáticas. Los embalses construidos en el curso del Zambeze han reducido el área inundable, y la guerra civil contribuyó a la disminución de la fauna, que ahora se está recuperando, entre ellos búfalos, elefantes, cebras, antílope sable, antílope acuático, antílope de Lichtenstein, algún grupo de leones y leopardos.[13]

- Reserva nacional de Gilé, 2838 km², en la provincia de Zambezia, declarada reserva parcial en 1932. Bosque de miombo, sabana reforestada y bosques de galería. Hay unas 95 especies de mamífero, entre ellos elefantes, leones, leopardos, licaones, hienas, kudus, impalas y unas 114 especies de aves. Para ver aves, en época húmeda, entre noviembre y marzo.[14]

- Reserva marina parcial de Ponta do Ouro, 704 km². Es la primera área de conservación marina transfronteriza de África. Se halla dentro del Área de conservación transfronteriza de Lubombo, en el sur del país, junto al Parque del humedal de iSimangaliso, en Sudáfrica, en una estrecha franja costera entre Ponta do Ouro, al sur, y la desembocadura del río Maputo, al norte, e incluye las aguas entre el cabo Inhaca e islas portuguesas. En el mar hay yubartas, delfines, tortugas, corales y praderas marinas. Aquí se halla la mayor zona de puesta de tortugas de los 2500 km de costa mozambiqueña, destacando la tortuga laúd, que es la tortuga marina más grande del mundo.[15]

- Reserva nacional de Chimanimani, 665 km², en la provincia de Manica, en las montañas Chimanimani, en la frontera con Zimbabue, junto al Parque nacional de Chimanimani, en este país, que junto a una amplia zona colchón constituyen el Área de conservación transfronteriza de Chimanimani. En la misma línea fronteriza se encuentra el monte Binga, de 2.436 m, el más alto de Mozambique y segundo de Zimbabue. Las montañas, de las que un grupo supera los dos mil metros, están formadas por sierras de cuarcita, distribuidas de norte a sur, que comprenden bosques, sabana, praderas de montaña y matorrales que, por encima de 1000 m forman parte de la ecorregión mosaico montano de selva y pradera de Zimbabue oriental. Las lluvias superan los 1500 mm, con una estación húmeda entre noviembre y abril. Entre la fauna se encuentran el cercopiteco de diadema o mono azul, el cercopiteco de cuello blanco, el murciélago frugívoro de Bergmans y el camaleón Rhampholeon marshalli. Entre los matorrales hay tres tipos de miombo, siempre entre 4 y 8 m de altitud: el formado por Uapaca kirkiana o mahobohobo, el formado por Brachystegia spiciformis y el formado por Brachystegia glaucescens, en los roquedos.[16]

- Reserva nacional de Pomene, 51 km². En la costa, entre Vilanculos e Inhambane. En el punto más alto se halla el faro de Pomene, a 110 m de altura, en el río Mudocha. Hay potamoqueros de río, babuinos, flamencos, pelícanos, etc.[17]

- Reserva nacional del lago Niassa, 388 km², en la franja oriental del lago Niassa.[18] Forma parte del sitio Ramsar del lago Niassa, que cubre una extensión mayor, con la zona costera, de unos 13.637 km2. El objetivo de la reserva en una zona más pequeña es dotarla de los recursos turísticos necesarios en un área abarcable, de playas y bosques vírgenes, en conjunción con las necesidades de la población local. Adyacente a la Reserva natural de Manda, de 1000 km2, con elefantes, leopardos, antílopes y unas 300 especies de aves, y el conocido lodge Nkwichi, al que se accede desde Malawi o desde Lichinga, en Mozambique.[19]

- Reserva nacional de Niassa, 39-42.000 km². En las provincias de Cabo Delgado y Niassa, en el norte de Mozambique. En el norte, está limitada por el río Rovuma, que ejerce de frontera con Tanzania. Uno de sus afluentes, el río Lugenda, atraviesa la reserva por el sur formando meandros a lo largo de 360 km de sudoeste a nordeste.

## Reservas especiales
- Reserva especial de Maputo, 1049 km², en el sudeste, en la bahía de Maputo, 100 km al sudeste de la ciudad de Maputo. También conocida como Reserva de elefantes de Maputo. Forma parte del Área transfronteriza de conservación de Lubombo o Lubombo TFCA,[20] compartida con la provincia de KwaZulu-Natal, en Sudáfrica, y Suazilandia, de 10.029 km². En la reserva hay unos 350 elefantes, cebras, antílopes, cocodrilos, hipopótamos etc.[21] También forma parte del Área transfronteriza de conservación de Usuthu-Tembe-Futi, de 9290 km².[22]

## Santuarios
- Santuario del cabo de San Sebastián, 300-439 km². Área protegida que incorpora tierra y mar, en torno a la península de São Sebastião, en la costa del océano Índico, a 20 km al sudeste de la bahía de Vilanculos. El objetivo es controlar las tortugas y la fauna terrestre, proteger una zona marina y apoyar a las instituciones locales de pescadores.[23]

## Áreas de protección medioambiental
- Archipiélago de las Primeras y Segundas, 8072 km². Es una cadena de diez islas barrera, escasamente habitadas y dos complejos de arrecifes de coral situados en el océano Índico en la costa de Mozambique, desde la ciudad costera de Angoche, provincia de Nampula hasta la costa de la provincia de Zambezia al sur. Las islas se encuentran divididas en dos grupos a lo largo del lado occidental del canal de Mozambique, las cinco primeras al sur (Fogo, Casuarina, Epidendron, Coroa y Silva) y las cinco segundas al norte (Caldeira, Nejovo, Mafamede, Puga-Puga y Moma).[24]

## Parques ecológicos
- Parque ecológico de Malhazine, 6 km². En la provincia de Maputo, al sur del país, 11 km al norte de la ciudad de Maputo. Es una zona relativamente llana de arrecifes, playas y humedales.[25]